# Jessnes Station
Jessnes Station (Jessnes stasjon) er en tidligere jernbanestation på Dovrebanen, der ligger ved området Jessnes i Ringsaker kommune i Norge.
Stationen åbnede 15. november 1894, da banen mellem Hamar og Tretten blev taget i brug. Oprindeligt hed den Furnes efter den nærliggende bygd af samme navn, men navnet blev ændret til Jesnes 1. oktober 1896 og til Jessnes 23. april 1921. Stationen blev fjernstyret 29. april 1966 og gjort ubemandet 2. maj samme år. Betjeningen med persontog ophørte 29. maj 1988, hvorefter den tidligere station har fungeret som fjernstyret krydsningsspor.
Fra starten og til op i efterkrigstiden fungerede stationen som forbindelse mellem områdets jordbrug og industri og resten af landet. Blandt andet lå der en mølle og en kartoffelmelsfabrik i nærheden af stationen, som der stadig kan ses rester af. Selve stationsbygningen blev tegnet af jernbanearkitekten Paul Due og opført i schweizerstil med dragehoved på tagryggen og hvide paneler under taget.